# Destination (album)
Pour les articles homonymes, voir Destination.
Albums de Girl Next Door
Next Future
(2010) Agaruneku!
(2011)
Singles
Destination est le 3e album de Girl Next Door sorti sous le label Avex Trax le 27 avril 2011.

## Présentation
Il débute à la 5e place du classement de l'Oricon. Il se vend à 16 393 exemplaires la première semaine et reste classé 1 semaine pour un total de 21 815 exemplaires vendus. Il sort en format CD, 2CD, CD+DVD (live) et CD+DVD.

## Liste des titres
Toutes les paroles sont écrites par Chisa & Kato Kenn.
| 1.  | 3rd contact                                                       | Suzuki Daisuke | 1:23 |
| 2.  | Freedom                                                           | Suzuki Daisuke | 4:40 |
| 3.  | Yume no Katana (ユメのカタナ)                                     | Suzuki Daisuke | 4:01 |
| 4.  | Kaze no Capsule (風のカプセル)                                    | Suzuki Daisuke | 4:02 |
| 5.  | Aitai Yoru (逢いたい夜)                                           | Suzuki Daisuke | 4:00 |
| 6.  | Winter breeze                                                     | Suzuki Daisuke | 5:11 |
| 7.  | Wasuretai no Ni... (忘れたいのに...)                              | Suzuki Daisuke | 5:32 |
| 8.  | Unmei no Shizuku ~Destiny's star~ (運命のしずく ~Destiny's star~) | Suzuki Daisuke | 5:00 |
| 9.  | Impish music                                                      | Suzuki Daisuke | 1:18 |
| 10. | Ready to be a lady                                                | Suzuki Daisuke | 5:12 |
| 11. | Hajimari (はじまり)                                               | Suzuki Daisuke | 4:10 |
| 12. | Silent Scream                                                     | Suzuki Daisuke | 4:02 |
| 13. | Arigatou (ありがとう)                                             | Suzuki Daisuke | 4:56 |

| 1.  | Mega Mix                                             | 1:56 |
| 2.  | Seeds of dream (Blooming Remix) (偶然の確率)         | 4:44 |
| 3.  | Be your wings (HI-NRG Attack Remix)                  | 5:28 |
| 4.  | Orion (Gold Remix)                                   | 4:17 |
| 5.  | Winter Crystal (Euro Remix)                          | 4:02 |
| 6.  | Muboubi na Jun'ai (Eurogrooves Remix) (無防備な純愛) | 4:44 |
| 7.  | Tri△ngle(Eurogrooves Remix)                          | 4:22 |
| 8.  | Koi no Mahou (HI-NRG Attack Remix) (恋の魔法)        | 4:45 |
| 9.  | FRIENDSHIP (BE MY FRIEND Remix)                      | 5:21 |
| 10. | sa・ku・ra (Cherry Remix)                            | 5:45 |
| 11. | Sora e (HI-NRG Attack Remix) (空へ)                  | 5:33 |
| 12. | Jump (MORRIS CAPALDI VERSUS GND Remix)               | 6:09 |
| 13. | Infinity (EURODIMA Remix)                            | 5:54 |

| 1. | Freedom (PV)                                                                    |  |
| 2. | Ready to be a lady (PV)                                                         |  |
| 3. | Kaze no Capsule (PV) (風のカプセル)                                             |  |
| 4. | Shiawase no Hakari (PV) (しあわせの秤)                                          |  |
| 5. | Unmei no Shizuku ~Destiny's star~ (PV) (運命のしずく ~Destiny's star~)          |  |
| 6. | Unmei no Shizuku ~Destiny's star~ GND ver. (PV) (運命のしずく ~Destiny's star~) |  |
| 7. | Hoshizora Keikaku (PV) (星空計画)                                               |  |
| 8. | Silent Scream (PV)                                                              |  |
| 9. | Hajimari (Documentaire) (はじまり)                                              |  |

| 1.  | Drive away                                         |  |
| 2.  | red ribbon ~Unmei no Hito~ (red ribbon ~運命の人~) |  |
| 3.  | Shiawase no Jouken (幸福の条件)                    |  |
| 4.  | Muboubi na Jun'ai (無防備な純愛)                   |  |
| 5.  | Orion                                              |  |
| 6.  | Jounetsu no Daishou (情熱の代償)                   |  |
| 7.  | Breath                                             |  |
| 8.  | Freedom                                            |  |
| 9.  | Tri△ngle                                           |  |
| 10. | Jump                                               |  |
| 11. | Be your wings                                      |  |
| 12. | FRIENDSHIP                                         |  |
| 13. | Infinity                                           |  |
| 14. | Sayonara (サヨナラ)                                |  |
| 15. | Guuzen no Kakuritsu (偶然の確率)                   |  |
| 16. | OFFSHOT                                            |  |